# غيلبرت مارنيت
غيلبرت مارنيت هو لاعب كرة قدم بلجيكي في مركز الدفاع، ولد في 17 مايو 1931 في بلجيكا. لعب مع ستاندارد لييج.